# آراز جانکشن (کالیفرنیا)
آراز جانکشن (به انگلیسی: Araz Junction) یک منطقهٔ مسکونی در ایالات متحده آمریکا است که در شهرستان ایمپریال، کالیفرنیا واقع شده‌است. آراز جانکشن ۶۲ متر بالاتر از سطح دریا قرار دارد.